# Пархомівка (Богодухівський район)
Пархо́мівка — село в Україні, у Краснокутській селищній громаді Богодухівського району Харківської області.
Населення села — 2,6 тис. осіб.
До 2020 орган місцевого самоврядування — Пархомівська сільська рада.

## Географія
Село Пархомівка знаходиться на березі річки Котельва, недалеко від її витоків. Село витягнуто вздовж річки на 8 км. Нижче за течією примикає село Сидоряче (Полтавський район). На річці кілька загат. До села вела вузькоколійна залізниця Губарівка — Пархомівка. Демонтована в 2003 році.

## Історія

### Давні часи
1688 р. Вперше у документах Пархомівка згадується в як хутір Охтирського слобідського краю, який разом з орними землями і сіножатями належав охтирському полковнику, власнику великих маєтностей і жорстокому кріпосникові І. Перехрестову..
1704 р. 8 травня за «провинності» перед царем Івана Перехрестова зняли з посади, селян перевели до розряду державних. Пархомівка була великим селом, де проживало 1782 людини.
1769 р. імператриця Катерина II подарувала Пархомівку генерал-поручнику Охтирського полку графу Івану Подгоричани. Граф збудував собі будинок в стилі італійського палаццо.
1808 р. дружина В. Подгорічані нову цегляну церкву в стилі класицизму, за проектом П. А. Ярославського. На час будівництва нового храму в Пархомівці проживало 1236 чоловіків та 1145 жінок селян. Після смерті подружжя в 1812 р. Пархомівка дісталася далекому родичу графа — Івану Вукотичу.
Напередодні реформи 1861 р. Пархомівка була вже волосним центром, у ній проживало близько 3,5 тисяч чоловік. У селі існувала невеличка лікарня, діяли поштова станція, кілька крамничок, по неділях відбувався базар, раз на рік проводився ярмарок. Основним заняттям жителів було хліборобство і тваринництво.
1872 році Іван Герасимович Харитоненко, закуповує землі у Пархомівці та старий маєток графа Подгоричани. У цьому ж році він будує і цукровий завод.
1890 р. І. Г. Харитоненко повністю реконструює Пархомівський завод. Пархомівка на початку XX ст. стала великим селом, з числом жителів понад 3,5 тис.
За даними на 1864 рік у власницькому селі Богодухівського повіту Харківської губернії мешкало 2209 осіб (1074 чоловіків та 1135 жінок), налічувалось 386 дворових господарств, існували православна церкви, поштова станція, винокурний, пивоварний, цегельний та селітряний заводи.
1868 р. працює приходська школа. Всі 3 класи навчалися разом.
1883 р. в селі працює 5-класна земська школа.
Станом на 1885 рік у колишньому власницькому селі, центрі Пархомівської волості Богодухівського повіту Харківської губернії, мешкало 2811 осіб, налічувалось 520 дворових господарств, існували православна церква, школа, лікарня, поштова станція, постоялий двір, 5 лавок, бурякоцукровий і цегельний завод, відбувались базари й щорічний ярмарок.
За переписом 1897 року кількість мешканців зросла до 3743 осіб (1861 чоловічої статі та 1882 — жіночої), з яких 3741 — православної віри.

### ХХ століття
1902 р. в Пархомівці спостерігались активні виступи селян.
1905—1907 роках у Пархомівці відбулося кілька виступів селян і робітників цукрового заводу.
Під час Визвольних змагань село кілька разів переходило з рук в руки.
Примусова колективізація господарств була завершена у 1932 році. Працювали 5 колгоспів.
Про організацію Голодомору в селі свідчить лист колгоспника Жорстоки Павла Івановича про занепад артілі «Червоний орач» внаслідок позапланових хлібозаготівель, датований груднем 1932 року, у якому, зокрема, зазначено, що при виконанні плану в артілі вирішили забрати підготовлений посівматеріал та фураж для підгодовування коней.
З початком Німецько-радянської війни 975 жителів Пархомівки пішли до лав Червоної Армії
9 жовтня 1941 року нацистські війська двома колонами (по вулицях Іванова та Калініна) ввійшли до села.
В кінці серпня 1943 року Пархомівку зайняли радянські війська.
Значний вплив на розвиток економіки села має Пархомівський цукровий завод, що став одним з передових підприємств цукрової промисловості. В зв'язку з розширенням площі посіву і підвищення врожайності цукрових буряків у радгоспах і колгоспах, які постачають заводу сировину, було проведено перебудову підприємства, збільшено його потужність.

### Наш час
12 червня 2020 року, розпорядженням Кабінету Міністрів України № 725-р «Про визначення адміністративних центрів та затвердження територій територіальних громад Харківської області», увійшло до складу Краснокутської селищної громади.
19 липня 2020 року, в результаті адміністративно-територіальної реформи та ліквідації Краснокутського району, село увійшло до складу Богодухівського району.

## Економіка
Сьогодні в Пархомівці діє ДП ДГ «Пархомівське», яке займається вирощуванням елітних сортів картоплі, вирощує зерно-бобові культури, розвиває галузі тваринництва.
СТОВ «Славутич», який утворився при розпаюванні колгоспу «Україна» є одним із найкращих сільськогосподарських підприємств Краснокутського району. Господарство займається посівом і вирощуванням цукрових буряків, зернобобових, технічних та кормових культур, розвиває всі галузі тваринництва. Господарство обробляє 1 630 га землі, а працюють у «Славутичі» 86 чоловік. Керує цим колективом Гончар В. М.
Значний внесок у економічний та соціально-культурний розвиток села завжди вносив і вносить наш Пархомівський цукровий завод. За останні роки збільшено виробничу потужність заводу. «Цукровик — Агро» дає роботу односельцям. Під час роботи заводу на ньому працює 470 робітників.
Всебічний розвиток господарств на території Пархомівки є джерелом зростання матеріального добробуту та культури її населення. В селі працюють декілька магазинів споживчої кооперації та 9 приватних крамниць.

## Соціальна сфера

### Медицина
У Пархомівці є амбулаторія сімейної медицини, яка обслуговує всіх жителів сільської ради.

### Релігія

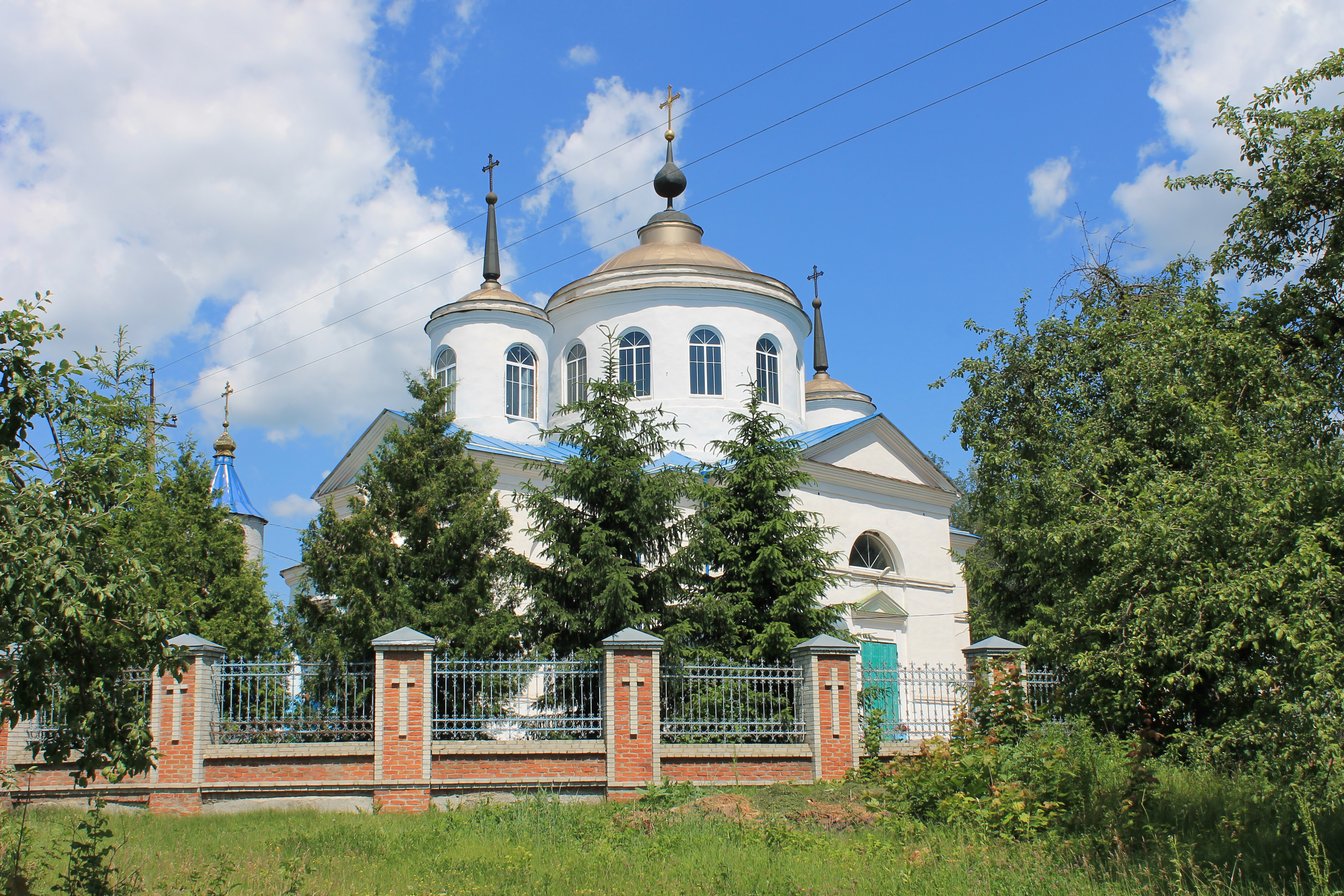
Покровська церква

В Пархомівці діють 2 релігійні громади:
- Православні християни
  - Покровський храм — Українська православна церква (Московський патріархат)
- Євангельські християни
  - Церква «Нове Життя» — Українська Церква Християн Віри Євангельської

Ці релігійні громади співпрацюють між собою на рівні їх всеукраїнських об'єднань в рамках Всеукраїнської Ради Церков. На рівні помісних церков (парафій) та регіональних об'єднань (єпархій) взаємодія між цими громадами на даний час мінімальна.

### Культура

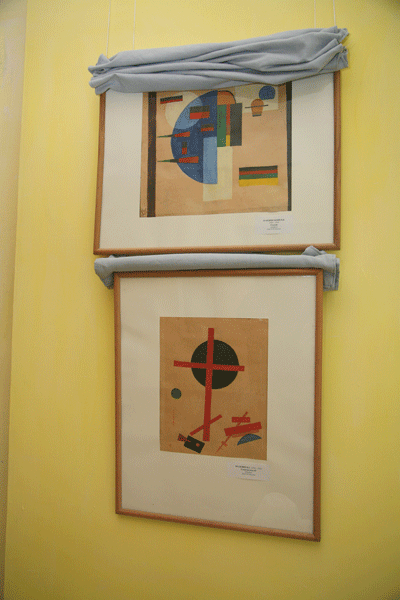
Роботи В. В. Кандинського та К. С. Малевича представлені в музеї

Відома Пархомівка картинною галереєю, розташованою у старовинному будинку, який належав Подгорічані на початку ХХ століття.
Пархомівський історико-художній музей — це один з відомих художніх музеїв України. Тим цікавішою є історія її виникнення зі звичайного шкільного музею. Зусиллями вчителя історії місцевої школи Афанасія Луньова та його учнів у 1960–1970-х роках почалось листування з художниками і картинними галереями багатьох країн. Подаровані дітям картини та інші твори мистецтва стали першокласною колекцією до кінця 1980-х років.
У картинній галереї понад 2000 картин, серед них є роботи Пабло Пікассо, Каміля Піссарро, Казимира Малевича, Василя Кандинського, Фердинанда Боля, Тараса Шевченка, Володимира Маяковського, Івана Айвазовського, Олександра Іванова, Іллі Рєпіна, Миколи Реріха, Ісаака Левітана, Івана Шишкіна.

## Пам'ятки
- Садиба графа Подгоричані (1780-ті роки).
- Будинок, у якому жив Казимир Малевич у підлітковому віці.

## Відомі люди
- Малиш Іван Васильович (1923—2004) — український самодіяльний поет, самобутній художник та публіцист.

## Галерея

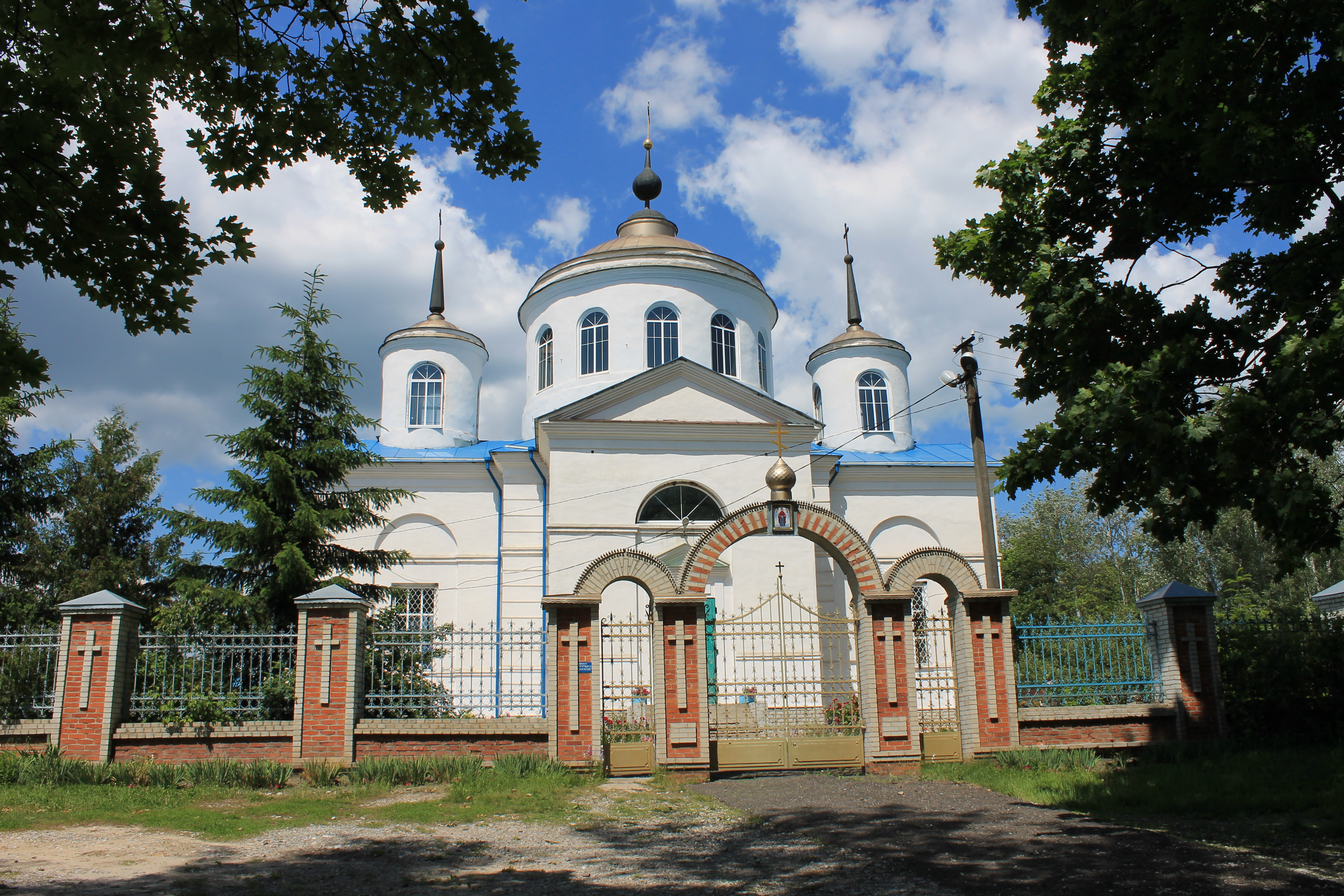
Покровська церква.
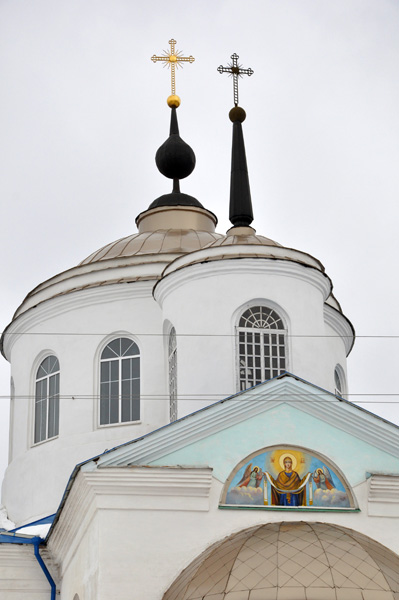
Купол Покровської церкви
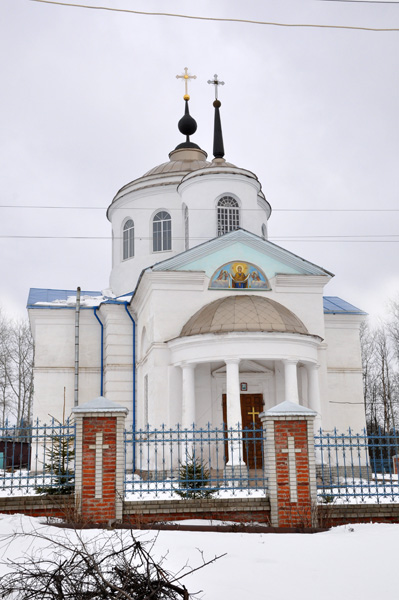
Покровська церква. Центральний вхід
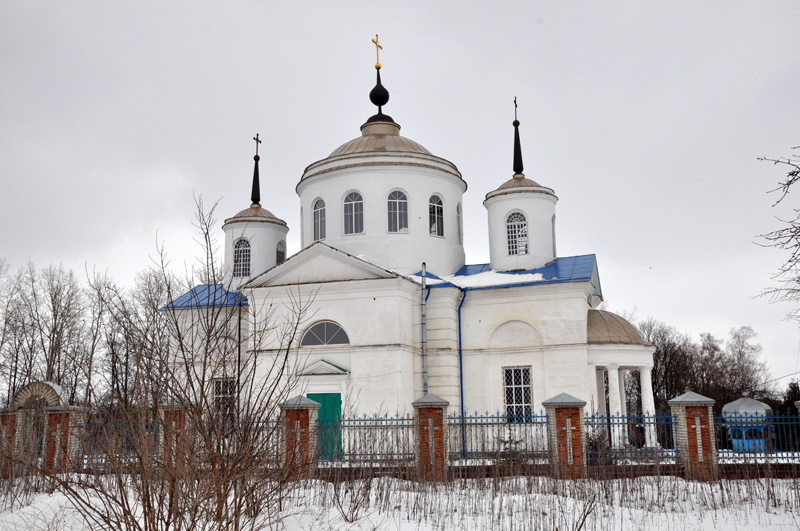
Вид з правого боку
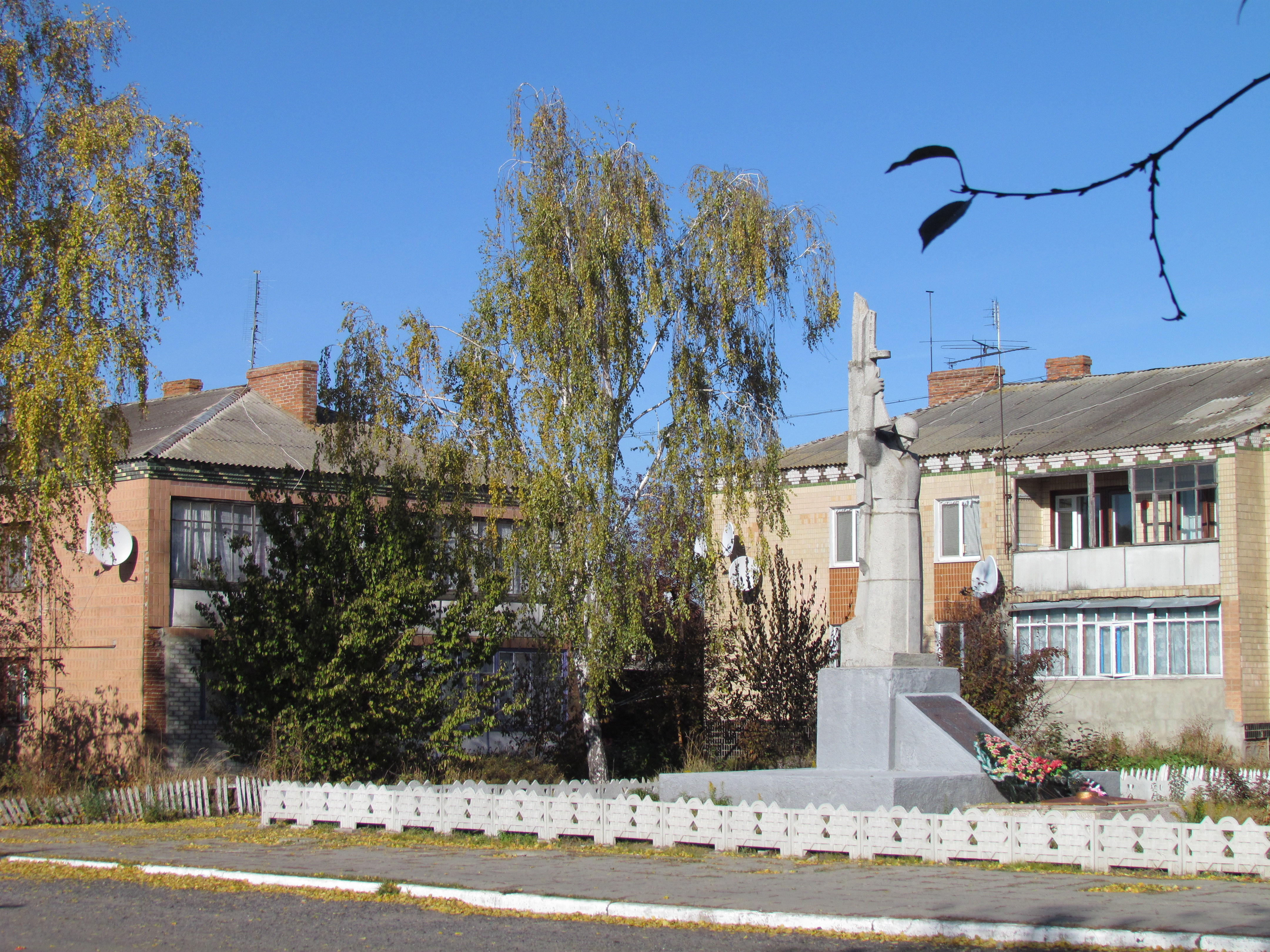
Братська могила. Загальний вид
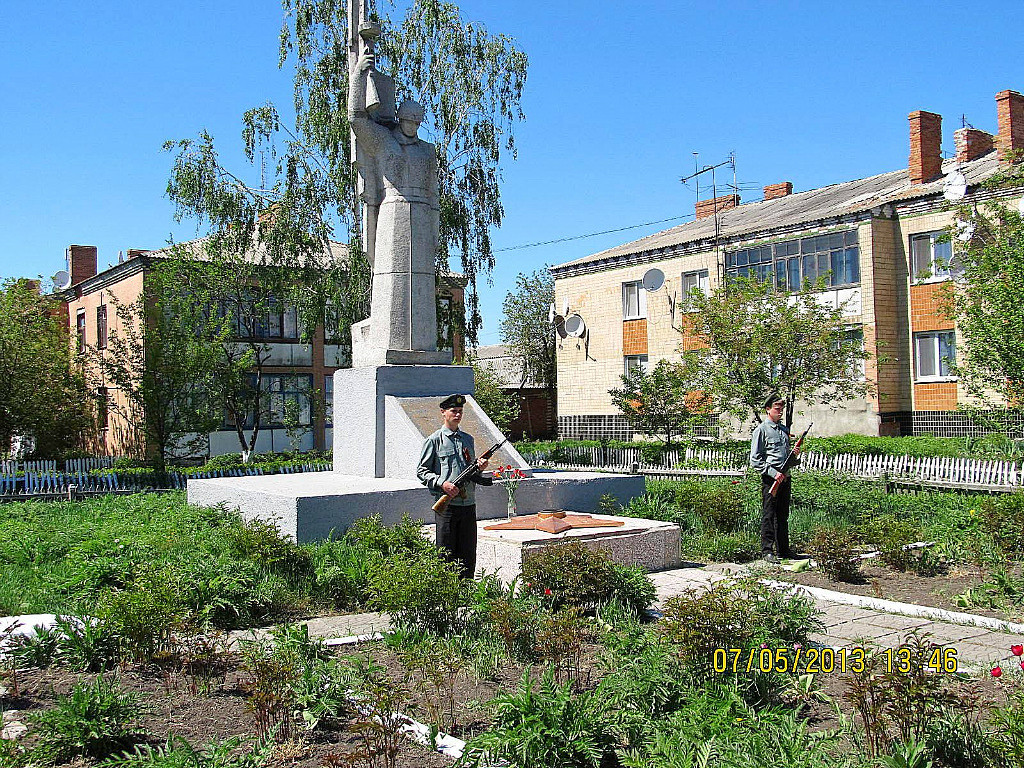
Пам'ятник